# マリー＝ルイーズ・ノイネッカー
マリー＝ルイーズ・ノイネッカー（Marie-Luise Neunecker、1955年7月17日 - ）はドイツの女性ホルン奏者。

## 経歴
1955年、ラインラント＝プファルツ州 Erbes-Büdesheim生まれ。音楽学とドイツ学を学んだ。ホルンをケルン音楽舞踊大学でエーリッヒ・ペンツェルに師事する。1981年にバンベルク交響楽団で首席ホルン奏者として入団し、1981年から1989年までフランクフルト放送交響楽団で首席ホルン奏者を務めた。その後ソロ奏者として世界各国で活動を続けている。
演奏家としての活動のほかに、1988年からフランクフルト音楽大学教授として教鞭を取る。2004年4月からはベルリンのハンス・アイスラー音楽大学でも後進の指導に当たっている。

## 受賞歴
- 1982年：ボンでのドイツ音楽コンクールで優勝。
- 1983年：ミュンヘン国際音楽コンクールで2位に入賞（1位はラドヴァン・ヴラトコヴィチ）。